# ミロス・フォアマン
ミロス・フォアマン（Miloš Forman [ˈmɪloʃ ˈforman]、本名：Jan Tomáš Forman、1932年2月18日 - 2018年4月13日）は、チェコスロヴァキア出身のアメリカ合衆国の映画監督。ミロシュ・フォアマンとも。チェコ・ヌーヴェルヴァーグの一員として活動した後アメリカに拠点を移し、アカデミー監督賞を2回受賞している。

## 経歴・人物
チャースラフ生まれ。第二次大戦中はプロテスタントの両親に育てられたが、実の父がユダヤ人の建築家オットー・コーンであった事を後に知る。養父ルドルフ・フォルマンは大学教授だが反ナチ思想の持ち主としてゲシュタポから尋問を受けた後、禁書を学生に配った罪で逮捕され、ブーヘンヴァルトで死亡。母もアウシュヴィッツで亡くなった。このため、親戚や友人の家を転々として育つ。
1951年にプラハの国立映画学校で学び、1960年代からはチェコ・ヌーヴェルヴァーグの一員として活動。『ブロンドの恋』（1966年）と『火事だよ!カワイ子ちゃん』（1968年）が自身の監督作品として連続でアカデミー外国語映画賞にノミネートされ、東欧世界を代表する映画監督として認知されるようになる。
しかし、60年代後半に起きたチェコ事件を機にアメリカに移住し、1970代以降はアメリカでの映画製作に専念するようになる。まず、英語圏での第1作目となった『パパ/ずれてるゥ!』（1971年）は批評家からは酷評されるも、カンヌ国際映画祭で審査員特別グランプリを受賞。その直後には、舞台化もされていた小説『カッコーの巣の上で』の映画化に際して監督として雇われる。1975年に公開された本作は、批評的・興行的成功を獲得。更には史上2本目となるアカデミー賞主要5部門受賞作品となり（自身も監督賞を受賞）、現代においてもアメリカン・ニューシネマの傑作としてカルト的影響を与えることとなった。同年にはアメリカの市民権を取得し。その2年後にはコロンビア大学の映画学科教授に就任した。
その後も『ヘアー』（1979年）『ラグタイム』（1981年）といった超大作を次々と監督していき、ハリウッドでの地位を固めていく。1984年の『アマデウス』では、2度目となるアカデミー監督賞を受賞し、作品自体も再び作品賞に輝いた。
1990年代に入っても精力的に活動を続け、『ラリー・フリント』（1996年）でベルリン国際映画祭金熊賞を、『マン・オン・ザ・ムーン』（1999年）で同映画祭の銀熊賞 (監督賞)を受賞した。
2006年には『宮廷画家ゴヤは見た』が公開されるが、これが監督としての遺作となり、2018年4月13日、在住先の米国コネチカット州の病院で病気のため逝去。86歳没。逝去は翌14日にフォアマンの妻が公表した。
第91回アカデミー賞の、逝去した映画人に哀悼を捧げるコーナー“In Memoriam”（イン・メモリアム）で追悼された。

## その他
- 1978年7月24日、現在は女優の萬田久子が日本代表として出場したミス・ユニバース世界大会（開催地はメキシコのアカプルコ）で、デヴィ夫人らと共に審査員を務めた。
- 『アマデウス』では作曲家モーツァルトを、『ラリー・フリント』ではポルノ雑誌「ハスラー」創刊者のラリー・フリントを、『マン・オン・ザ・ムーン』ではコメディアンのアンディ・カウフマンを描くなど、しばしば伝記映画を製作している。2006年にはハビエル・バルデム主演の『宮廷画家ゴヤは見た』で画家ゴヤの人生を映画化した。
- 1996年にチェコの天文学者が発見した小惑星11333は、「フォアマン」と命名されている。

## 主な作品

### 監督作品
- 黒いペートル Černý Petr（1964）兼脚本
- ブロンドの恋 Lásky jedné plavovlásky （1965）兼脚本
- 火事だよ!カワイ子ちゃん Horí, má panenko （1967）兼脚本
- パパ/ずれてるゥ! Taking Off （1971）兼脚本　※カンヌ国際映画祭審査員特別グランプリ
- 時よとまれ、君は美しい/ミュンヘンの17日 Visions of Eight （1973）　※オムニバス映画
- カッコーの巣の上で One Flew Over the Cuckoo's Nest （1975年）　※アカデミー監督賞、ゴールデングローブ賞監督賞
- ヘアー Hair （1979）
- ラグタイム　Ragtime （1981）
- アマデウス Amadeus （1984）　※アカデミー監督賞、ゴールデングローブ賞監督賞
- 恋の掟 Valmont （1989）兼脚本
- ラリー・フリント The People vs. Larry Flynt （1996）　※ゴールデングローブ賞監督賞、ベルリン国際映画祭金熊賞
- マン・オン・ザ・ムーン Man on the Moon （1999）　※ベルリン国際映画祭銀熊賞（監督賞）
- 宮廷画家ゴヤは見た Goya's Ghosts（2006）兼脚本

### 出演作品
- 心みだれて Heartburn（1986）ドミトリー役
- 僕たちのアナ・バナナ Keeping the Faith（2000）ハヴェル神父役
- 愛のあしあと Les Bien-Aimés（2011）ヤロミル役

## 参照
1. 1 2 3  “フォアマン監督が死去、86歳 映画「アマデウス」などでアカデミー賞2度受賞”. サンケイスポーツ. 産経デジタル. (2018年4月14日).  オリジナルの2020年12月12日時点におけるアーカイブ。 2021年5月28日閲覧。
2. 1 2 3  外部リンクに映像
3. 1 2  Milos Forman directs Natalie Portman in ‘Goya’s Ghosts’—film melds art tour and history | Arts | Jewish Journal
4. ↑  Turnaround Review - Milos Forman - Salem on Literature
5. ↑  Milos Forman Biography (1932-)
6. ↑  “「アマデウス」のミロス・フォアマン監督死去 86歳”. Sponichi ANNEX. スポーツニッポン新聞社. (2018年4月14日) 2018年4月14日閲覧。
7. ↑  Ryo Uchida (2019年2月25日). “【第91回アカデミー賞】注目すべき5つの瞬間、司会者不在は意外と好評！…映画人を追悼する“In Memoriam””. シネマカフェ.  株式会社イード. 2019年3月15日閲覧。